# François Poot
Pour les articles homonymes, voir Poot.
François-Jean-Benoît Poot, né à Bruxelles le 16 juillet 1765 et décédé à Ruysbroek lez Hal le 6 juin 1803 était un capitaine de la garde bourgeoise pour le quartier de la cour. 

## Armes
écartelé : au 1 et 4, de gueules à trois épées d'argent posées en barre les pointes en bas (Poot), au 2 et 4: d'argent au lion de gueules armé et lampassé d'azur accompagné entre la seconde et la troisième patte de trois fleurs de lys mal ordonnées, d'azur au pied coupé d'azur (Struelens)

## Capitaine de la Garde Bourgeoise
Il avait été nommé en pleine révolution brabançonne. On sait que dans les dernières années du régime, le gouvernement autrichien à Bruxelles avait interdit la nomination de nouveaux capitaines de la garde bourgeoise, les anciens demeurant en fonction jusqu'à extinction. Le gouvernement avait l'intention, en effet, de réformer comme tant d'autres choses la police de Bruxelles. L'une des premières mesures révolutionnaires fut de nommer de nouveaux capitaines. Ajoutons que lors de l'éphémère restauration du régime autrichien François Poot fut maintenu dans ses fonctions.

## Admis aux Lignages de Bruxelles
Le 7 juin 1790, il fut admis du chef de son père au lignage Sweerts.